# Матені (Західна Вірджинія)
Матені (англ. Matheny) — переписна місцевість (CDP) в США, в окрузі Вайомінг штату Західна Вірджинія. Населення — 446 осіб (2020).

## Географія
Матені розташоване за координатами 37°39′49″ пн. ш. 81°35′55″ зх. д. / 37.66361° пн. ш. 81.59861° зх. д. (37.663535, -81.598569).  За даними Бюро перепису населення США в 2010 році переписна місцевість мала площу 9,13 км², з яких 9,07 км² — суходіл та 0,06 км² — водойми.

## Демографія
Згідно з переписом 2010 року, у переписній місцевості мешкала 531 особа в 224 домогосподарствах у складі 158 родин. Густота населення становила 58 осіб/км².  Було 257 помешкань (28/км²).
Расовий склад населення:
| - 99,1 % — білих - 0,8 % — чорних або афроамериканців - 0,2 % — корінних американців |

До двох чи більше рас належало 0,0 %. Частка іспаномовних становила 0,0 % від усіх жителів.
За віковим діапазоном населення розподілялося таким чином: 19,8 % — особи молодші 18 років, 63,1 % — особи у віці 18—64 років, 17,1 % — особи у віці 65 років та старші. Медіана віку мешканця становила 47,4 року. На 100 осіб жіночої статі у переписній місцевості припадало 89,6 чоловіків;  на 100 жінок у віці від 18 років та старших — 89,3 чоловіків також старших 18 років.
Середній дохід на одне домашнє господарство  становив 36 203 долари США (медіана — 30 724), а середній дохід на одну сім'ю — 38 978 доларів (медіана — 29 063). За межею бідності перебувало 21,4 % осіб, у тому числі 0,0 % дітей у віці до 18 років та 0,0 % осіб у віці 65 років та старших.
Цивільне працевлаштоване населення становило 88 осіб. Основні галузі зайнятості: освіта, охорона здоров'я та соціальна допомога — 33,0 %, публічна адміністрація — 23,9 %, будівництво — 15,9 %, фінанси, страхування та нерухомість — 9,1 %.